# Lot

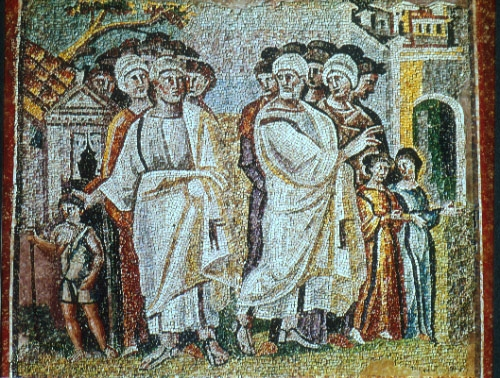
Partenza di Abramo e di Lot, mosaico, 432-440 d.C., Roma, Santa Maria Maggiore

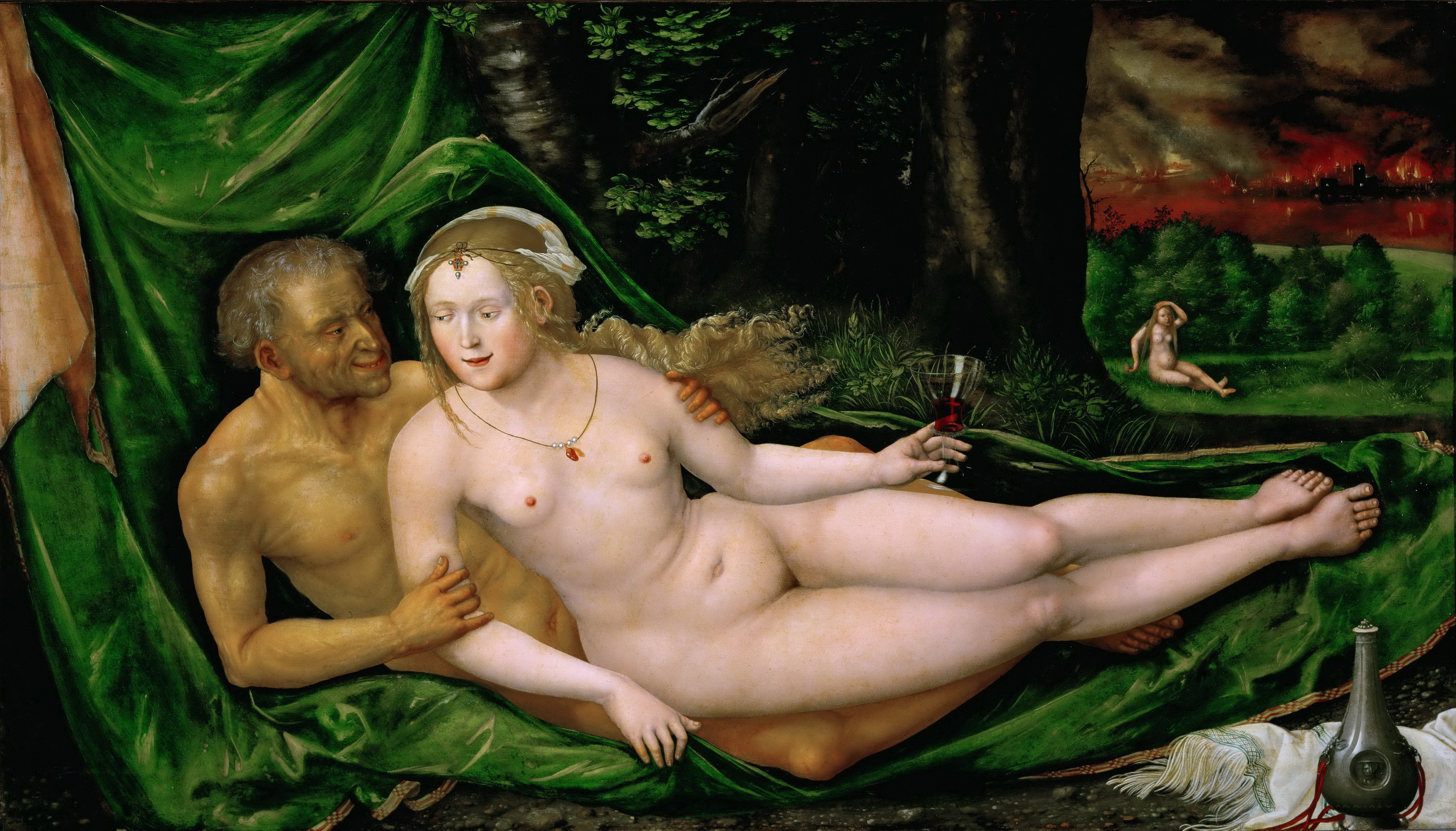
Lot e le sue figlie, olio su tela di Albrecht Altdorfer, 1537, Vienna, Kunsthistorisches Museum

Lot (in ebraico לוט‎? - [lōṭ]; in arabo لوط ‎?, lūṭ) è un patriarca della Bibbia, nipote di Abramo (figlio di suo fratello Aran). Nel Corano viene considerato un profeta.

## Bibbia
Secondo il racconto biblico, Lot seguì suo zio nella marcia fino alla terra promessa; ma quando giunsero a Betel decisero di separarsi. Lot scelse come suo territorio la valle del Giordano e la zona intorno al Mar Morto, mentre Abramo andò nella direzione opposta. In seguito, Lot, stabilitosi a Sodoma, venne rapito quando la città fu saccheggiata nel corso di una guerra; ma Abramo, venutolo a sapere, insieme ai suoi servi inseguì i razziatori, li sconfisse e liberò il nipote.
Quando Dio decise di distruggere Sodoma e Gomorra, due Angeli  vennero ad avvertire Lot perché fuggisse. Una volta che Lot ebbe fatto entrare i due nella sua casa e li ebbe rifocillati, i Sodomiti bussarono alla sua porta per prendere i due visitatori e abusare di loro. Lot, per fermare la folla, offrì le sue due figlie vergini perché venissero violentate al posto loro. 
In merito a tale episodio, gli esegeti del "Nuovo Grande Commentario Biblico", concordemente a quelli dell'interconfessionale Bibbia TOB, notano come i relativi vv. Genesi 19,1-11 "somigliano in modo sorprendente a Giudici 19,15-30; questa relazione fa pensare a una dipendenza di un passo dall'altro"; pure nella versione data dal Libro dei Giudici, infatti, il padrone di casa offre agli abitanti di Gàbaa sua figlia vergine perché la stuprino al posto del suo ospite levita, anche se a differenza di Lot sarà poi il levita stesso a offrire invece la sua concubina, che il mattino successivo ritroverà sull'uscio morta per le violenze subite e taglierà in dodici pezzi per spedirli alle tribù d'Israele. Gli stessi esegeti osservano che "le azioni di Lot sono quelle attese da un padrone di casa che cerca di proteggere i suoi ospiti: la sua offerta delle sue due figlie alla folla, benché faccia inorridire gli uditori moderni, fa parte di quel dovere (v.8) così come lo considera Lot". 
La folla inferocita venne poi fermata da un lampo abbagliante che fece perdere la vista ai presenti. Lot fuggì con la moglie e le figlie verso Zoar ma durante la fuga sua moglie contravvenne al divieto di voltarsi indietro, venendo trasformata in una statua di sale.
Lot si rifugiò in una caverna con le due figlie; esse, desiderando concepire dei figli e non essendovi nessun altro uomo (di stirpe reale) in quella regione, pensarono di fare ubriacare il padre con del vino: così la prima sera egli, inconsapevole, cadde nel tranello e si coricò con la figlia maggiore. La sera successiva, toccò alla seconda figlia; così entrambe concepirono dal loro padre. Esse generarono due figli: Moab ed Ammon, dai quali discesero i popoli dei Moabiti e degli Ammoniti.

## Corano
I musulmani credono che Lot sia un profeta, a differenza di ebrei e cristiani. La notizia che Lot abbia fatto concepire le figlie in stato di ebbrezza non è menzionata nel Corano, anzi la si considera una calunnia. Il Corano dice che Lot e la sua famiglia si sono allontanati dalla città eccetto sua moglie che fu tra quelli che rimasero indietro.

### Riferimenti
1. ↑   Genesi 11,27-31, su laparola.net.
2. ↑   Genesi 13, su laparola.net.
3. ↑   Genesi 14, su laparola.net.
4. ↑   Raymond E. Brown, Joseph A. Fitzmyer e Roland E. Murphy, Nuovo Grande Commentario Biblico, Brescia, Queriniana, 2002,  p. 29, ISBN 88-399-0054-3.
5. ↑  Bibbia TOB, Leumann, Elle Di Ci, 1997, pp. 482-483, ISBN 88-01-10612-2.
6. ↑   Genesi 19,1-11, su La Parola - La Sacra Bibbia in italiano in Internet.
7. ↑   Giudici 19,15-30, su La Parola - La Sacra Bibbia in italiano in Internet.
8. ↑  [Lot disse:] «Sentite, io ho due figlie che non hanno ancora conosciuto uomo; lasciate che ve le porti fuori e fate loro quel che vi piace, purché non facciate nulla a questi uomini, perché sono entrati all'ombra del mio tetto».
9. ↑   Genesi 19,1-26, su laparola.net.
10. ↑   Genesi 19,30-38, su laparola.net.
11. ↑   Genesi 19,30-36, su laparola.net.